# Chuck Fleischmann
Charles Joseph Fleischmann, detto Chuck (New York, 11 ottobre 1962), è un politico e avvocato statunitense, membro della Camera dei Rappresentanti per lo stato del Tennessee.

## Biografia
Nato a New York da padre di origini ungheresi e madre italoamericana, Fleischmann si trasferì nel Tennessee per gli studi e si laureò in legge, intraprendendo la professione di avvocato.
In seguito aderì al Partito Repubblicano e nel 2010 si candidò alla Camera dei Rappresentanti, riuscendo ad aggiudicarsi il seggio lasciato vacante dal deputato Zach Wamp.
Due anni dopo chiese la rielezione e nelle primarie sconfisse il figlio di Wamp, Weston. Nelle elezioni generali sconfisse la dottoressa Mary Headrick, una democratica, riuscendo a farsi rieleggere per un secondo mandato.